# Альбарелло
Альбарелло  (італ. albarello) — різновид поширеного аптечного посуду, котрий виготовляли у різних країнах з доби середньовіччя і ренесансу для зберігання мазей, ліків та трав.

## Назва

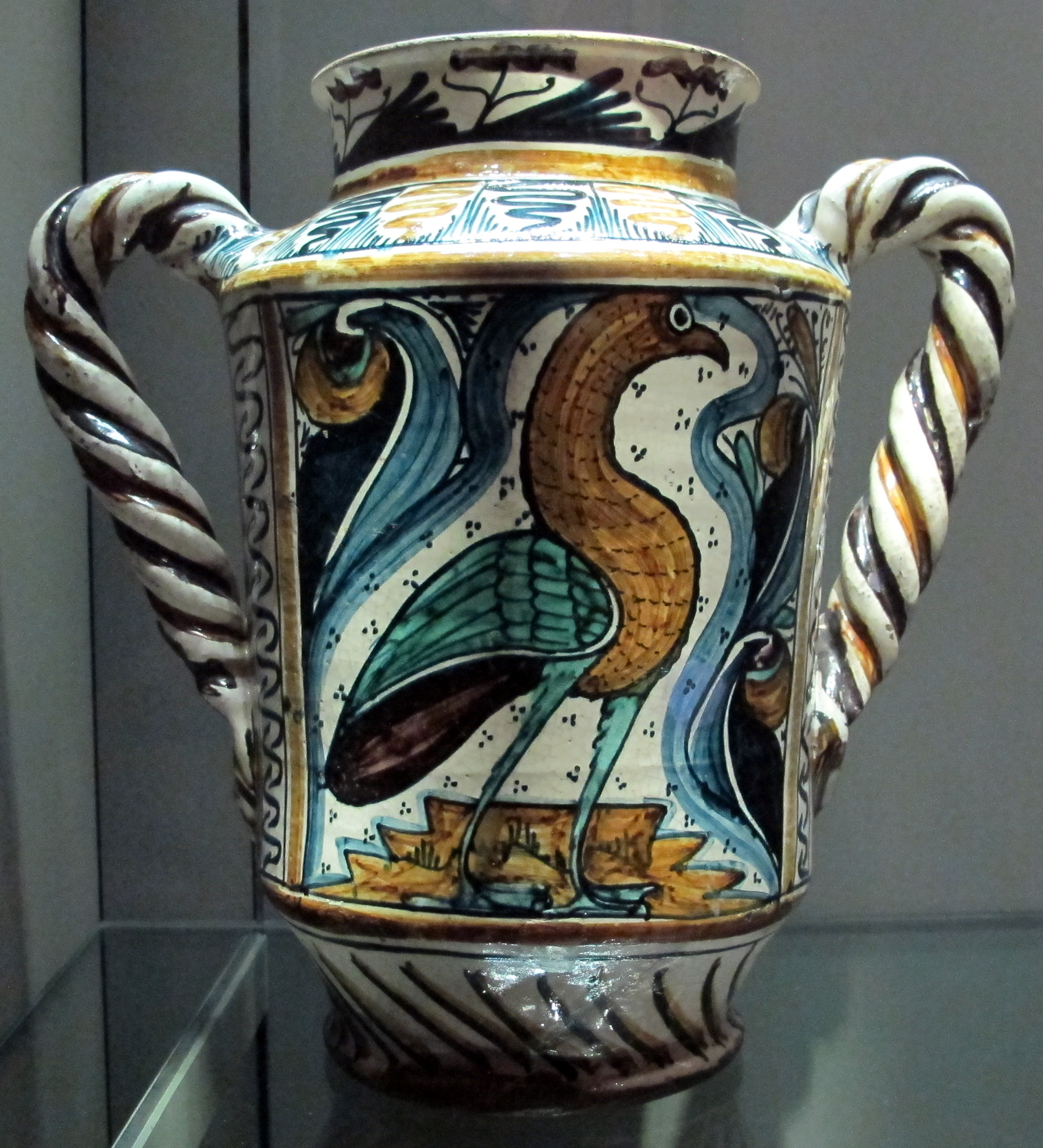
Кераміка Дерути. Альбарелло з птахом, кінець 15 ст. Лувр, Париж.

Ясної відповіді в питанні походження назви не знайдено. Є якась наближеність до слова «альба» (білий). За одною версією, походження назви пов'язане із використанням вибіленого пергаменту. Аптечна посудина альбарелло зазвичай не мала керамічної кришки. Її замінником були вибілений пергамент або білий папір, котрий закріпляли на горловині посуду мотузкою. Частка ранніх альбарел мала дві ручки або одну і нагадувала керамічні кухлі.

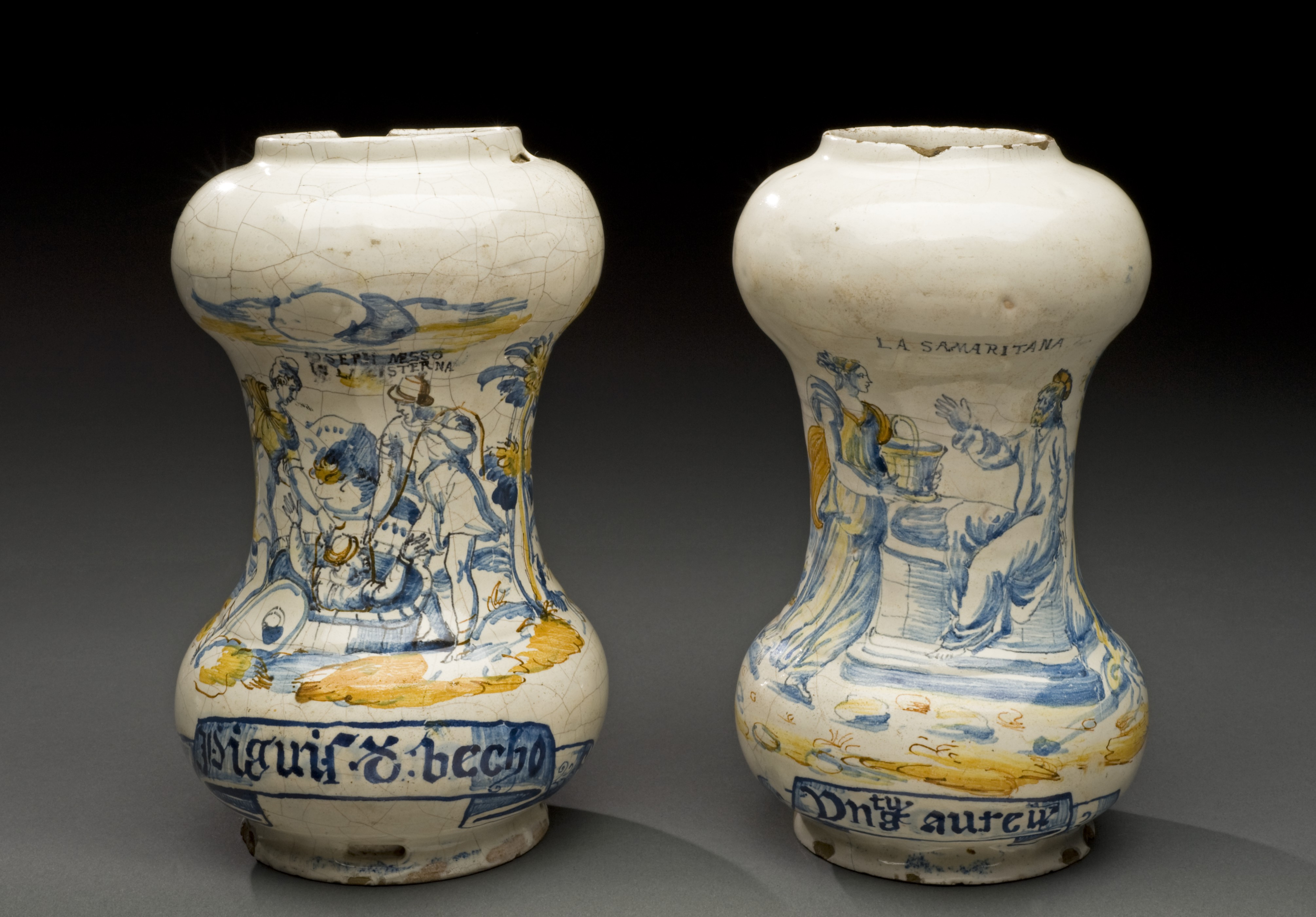
Дві альбарели зі сценами зі Старго заповіту, Італія, злам 16-17 ст.
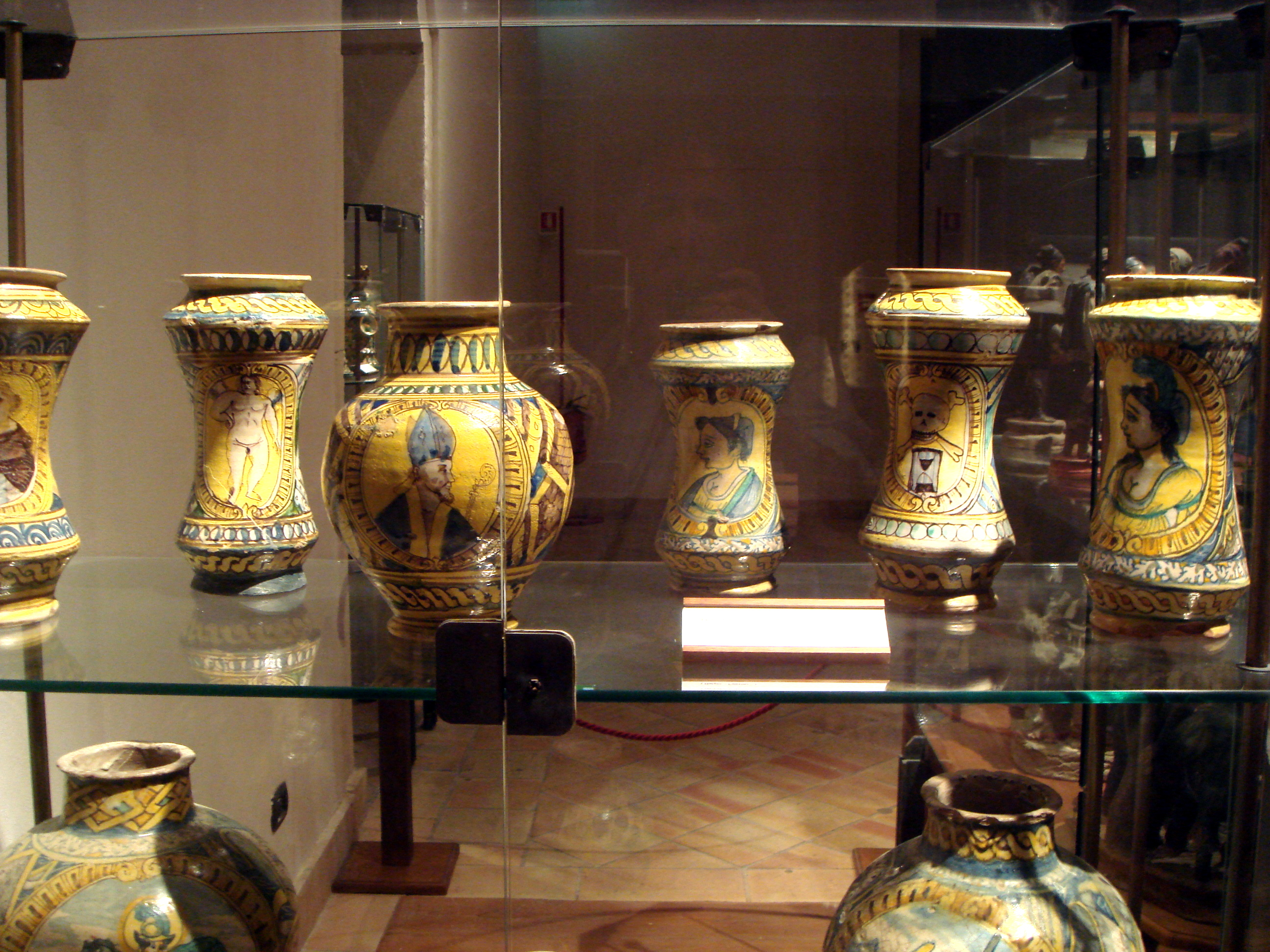
Альбарели 18 століття, Регіональний музей (Сіракузи), Італія

## Форма

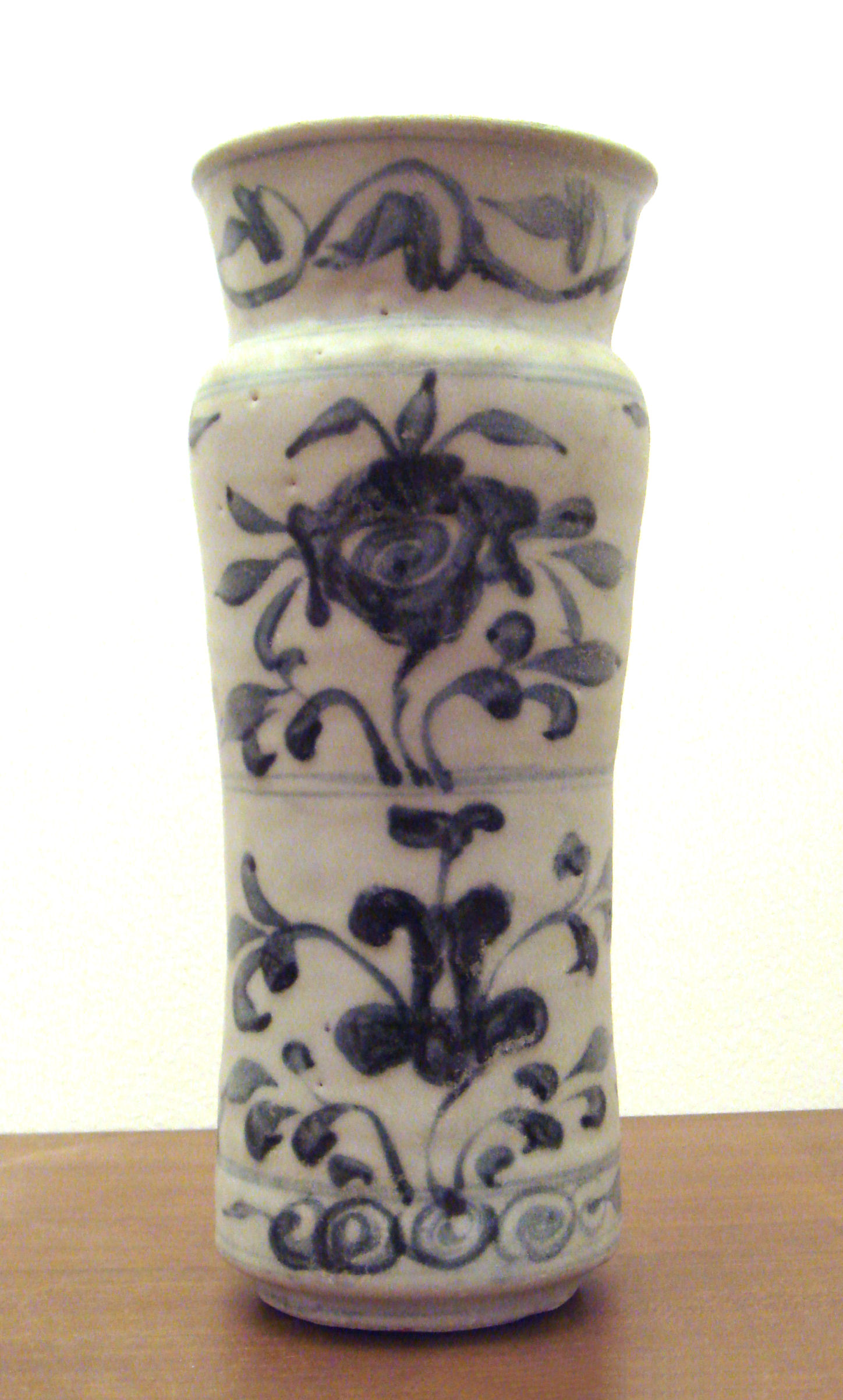
Аптечний посуд типу альбарелло, Китай. Династія Мін, 1600 р., порцеляна із декором синім кобальтом

Старовинна форма аптечного посуду наближена до частини стовбура бамбука, котра традиційно використовувалась у країнах Далекого Сходу як портативний контейнер для зберігання ліків. Згодом цю форму почали виготовляти з кераміки. Невеликі розміри аптечного посуду були зручні у використанні.
Аптечний посуд традиційно зберігав циліндричну форму або форму з ледь увігнутими боками для зручності. Серед перших керамічних майстерень, що почали виготовляти альбрелло, майстерні міста Флоренція з 15 століття. Посуд вкривали білою поливою, котра дозволяла створювати будь-який малюнок чи орнамент. Відсутність канону у виробництві альбарелло сприяла появі як албарелло різноманітних форм, так і надзвичайно широке коло засобів декорування.
У країнах Західної Європи альбарелло виготовляли у різних державах, дещо більше виділялась продукція керамічних центрів Італії — Дерута, Фаенца тощо. До виготовлення аптечного посуду згодом приєдналися також Франція та Нідерланди (що мали розвинену керамічну традицію), у останніх керамічна продукція для аптек мала розвиток ще два століття потому.
Особливістю західноєвропейських альбаел була також стрічка з написом назви ліків. Іноді її залишали порожньою, аби володар альбарелло міг сам наліпити там папірець із потрібною назвою.

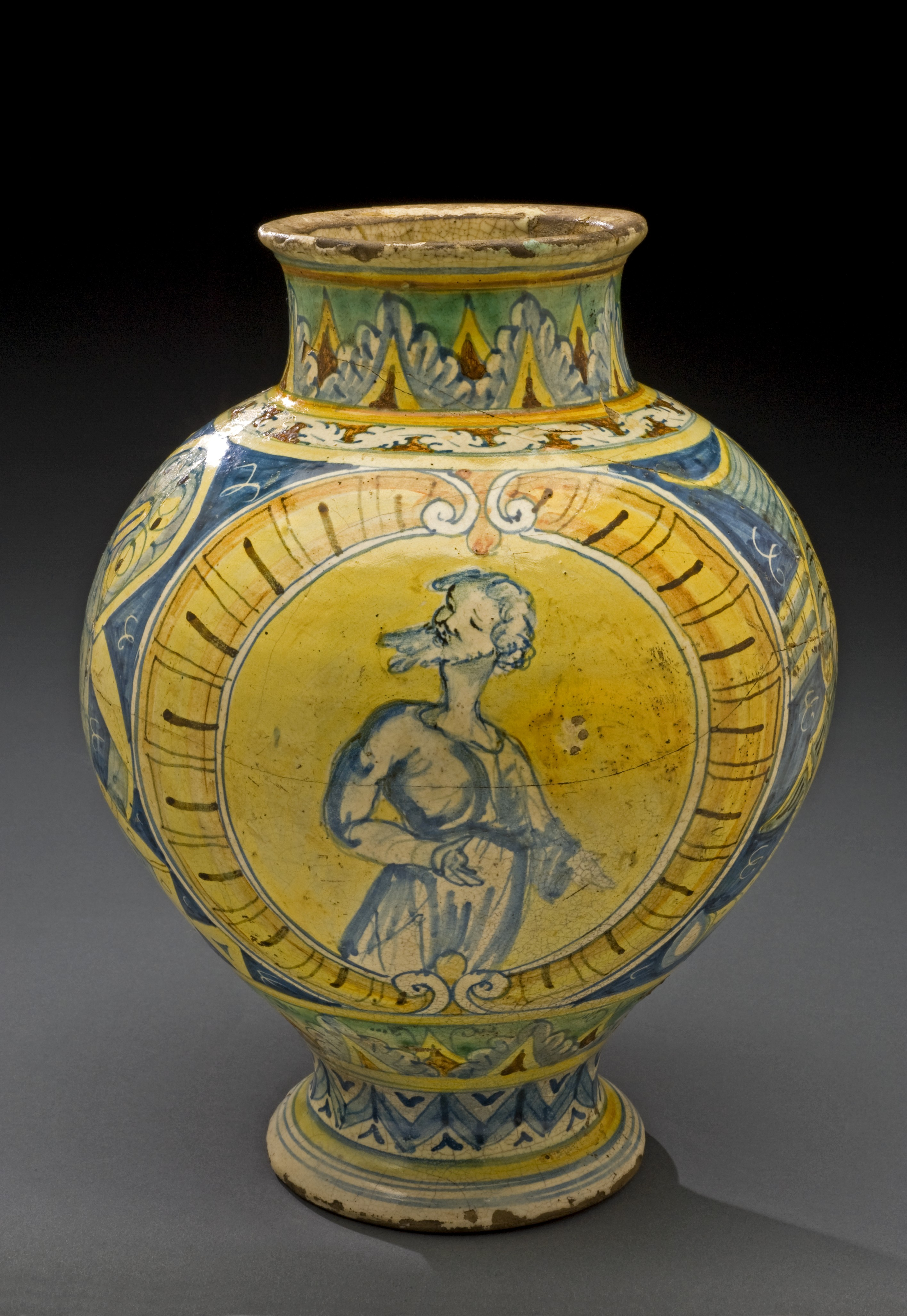
Альбарела з Сицилії, нетипова форма, 1629 року
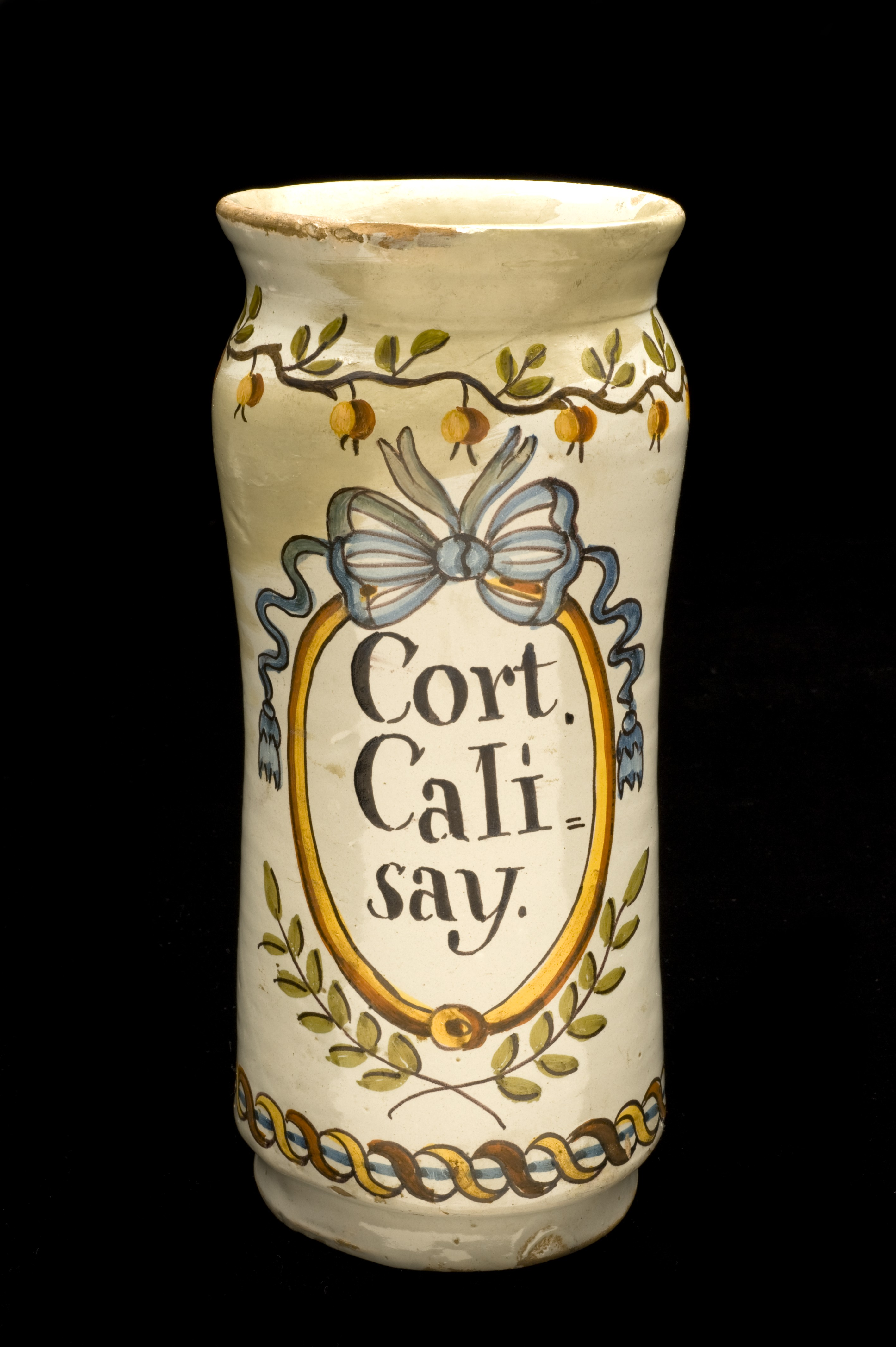
Альбарела. Іспанія, середина 18 ст.
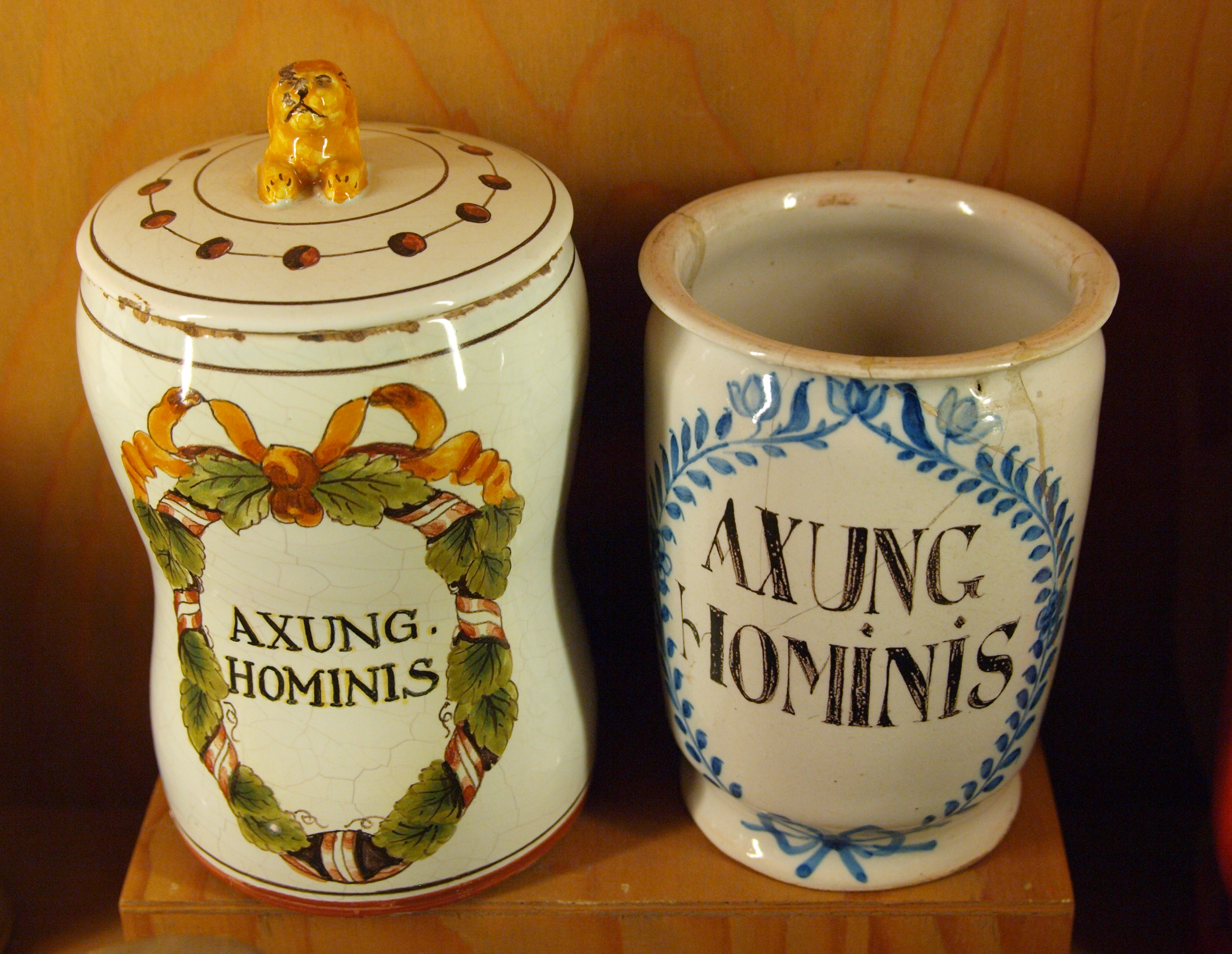
Альбарели з написами і керамічною кришкою,злам 17-18 ст.
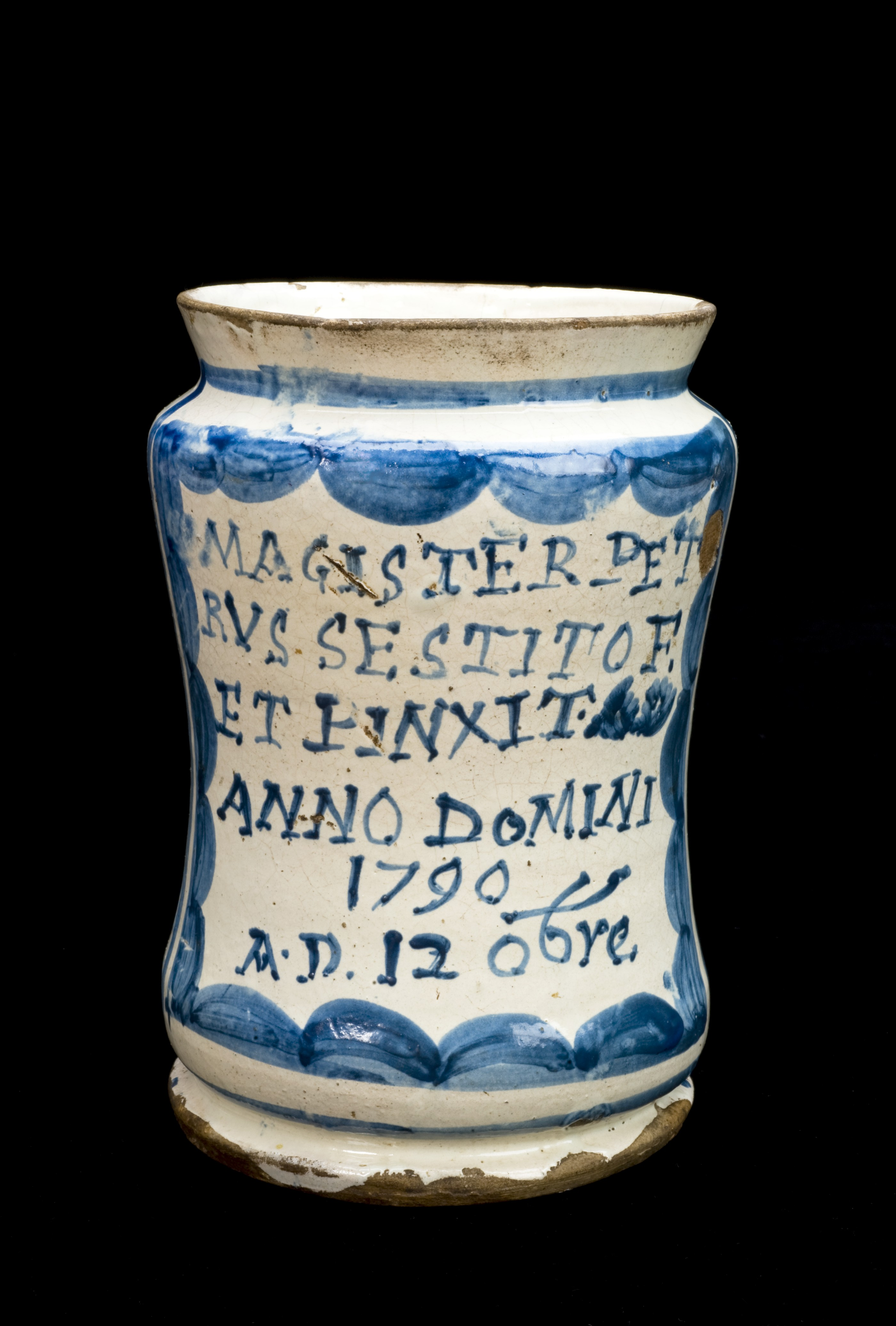
Італійська альбарелла, датована 1790 роком

## Центри виготовлення
- Іспанія
- Флоренція
- Дерута
- Фаенца
- Голландія
- Франція

## Галерея фото

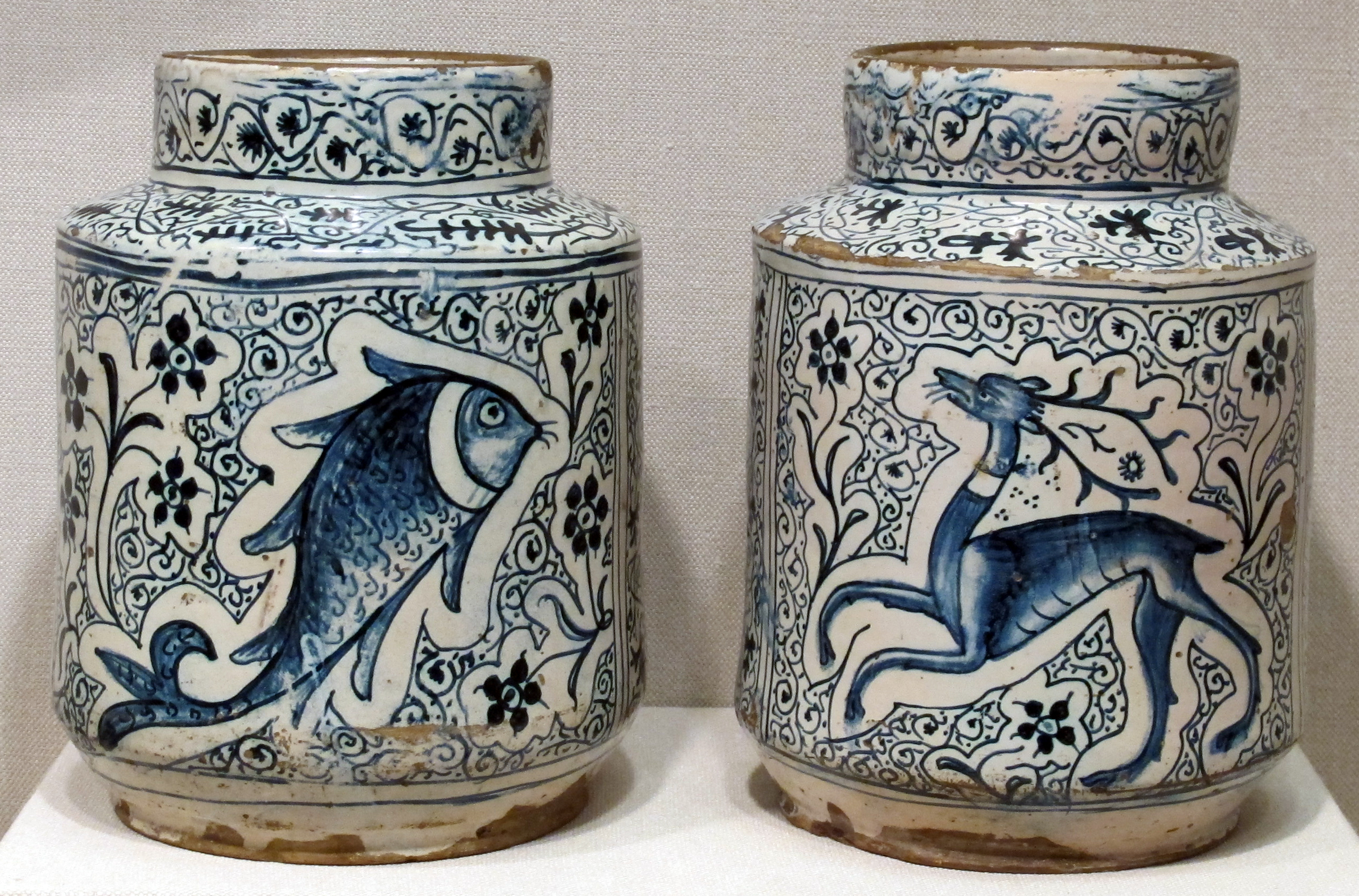
Дві альбарели з тваринами в декорі, Флоренція, до 1410 р. Музей мистецтва Метрополітен, США

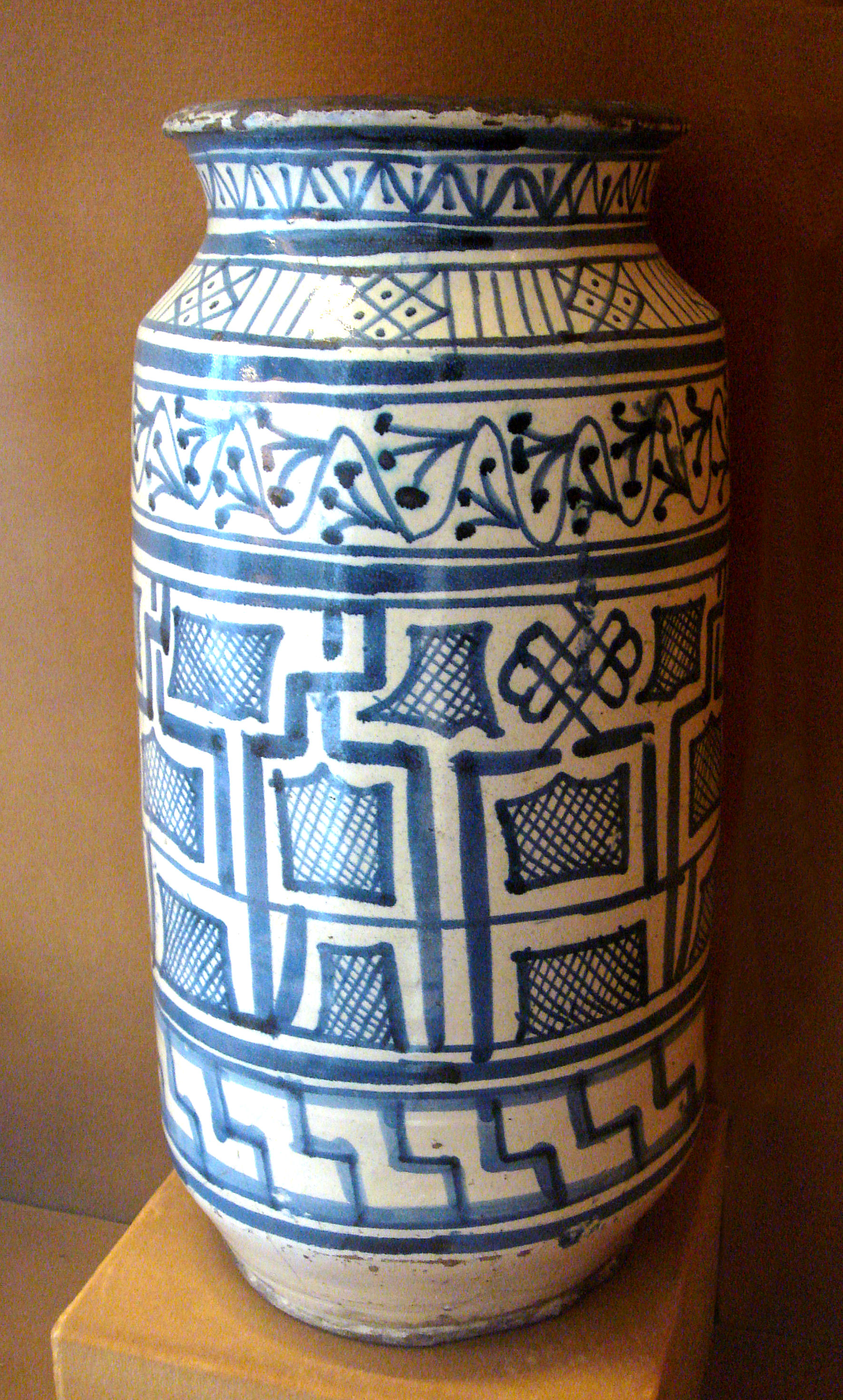
Тосканська керамічна альбарела з біло-синім декором другої половини 15 ст.

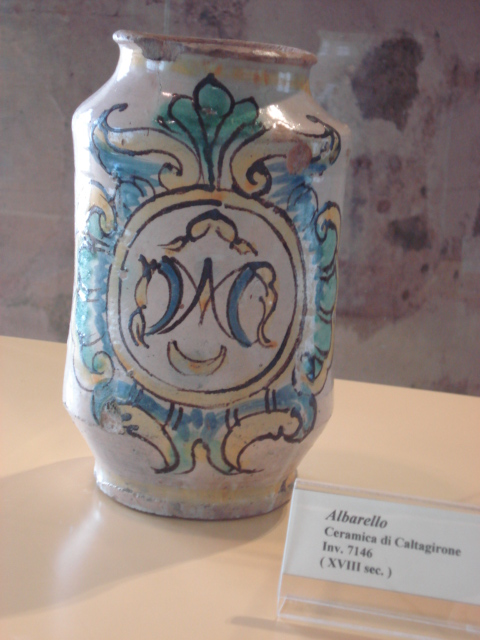
Кераміка Кальтаджироне. Альбарелло, 18 ст.

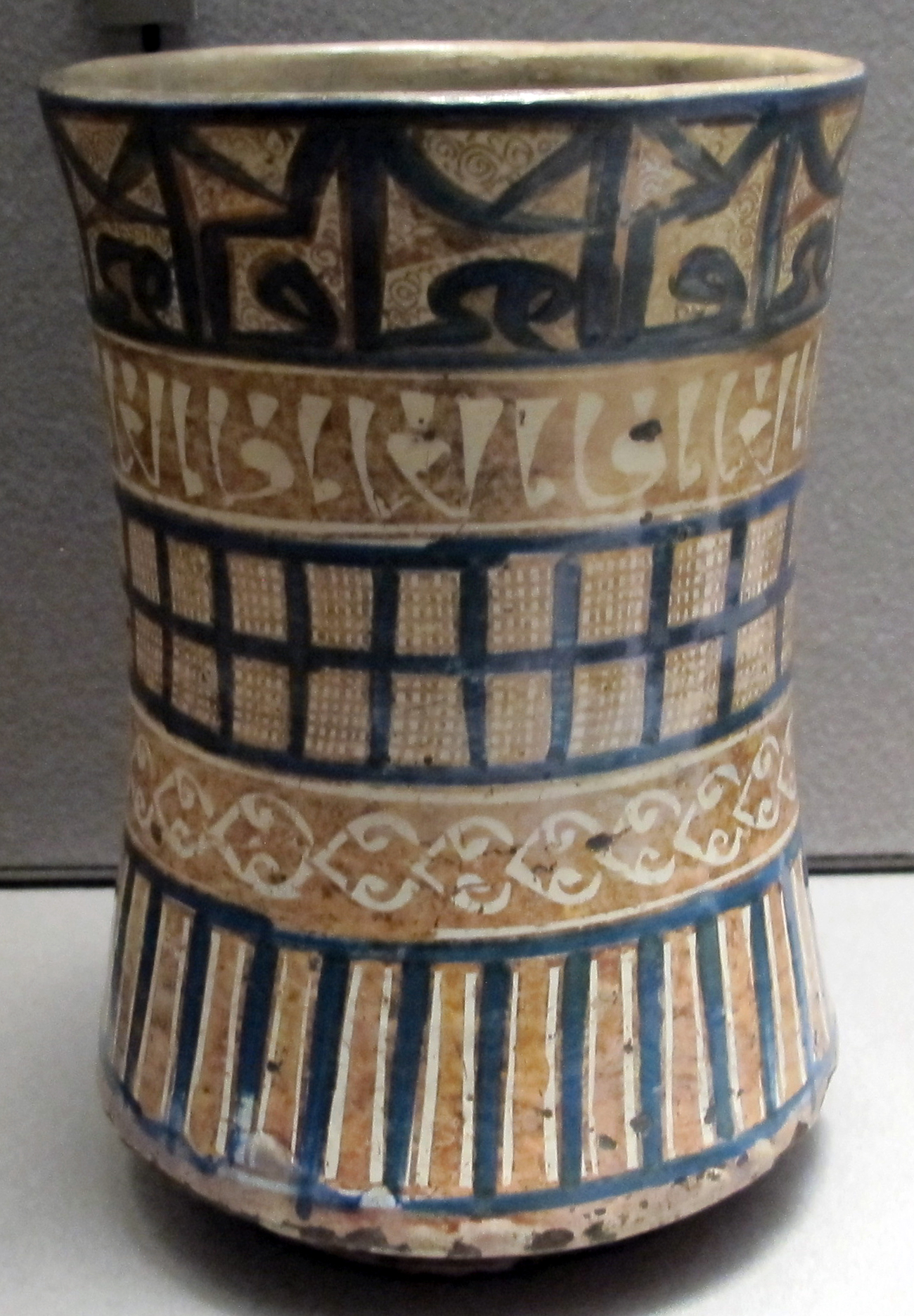
Іспанське альбарелло, до 1425 р. Лувр, Париж.
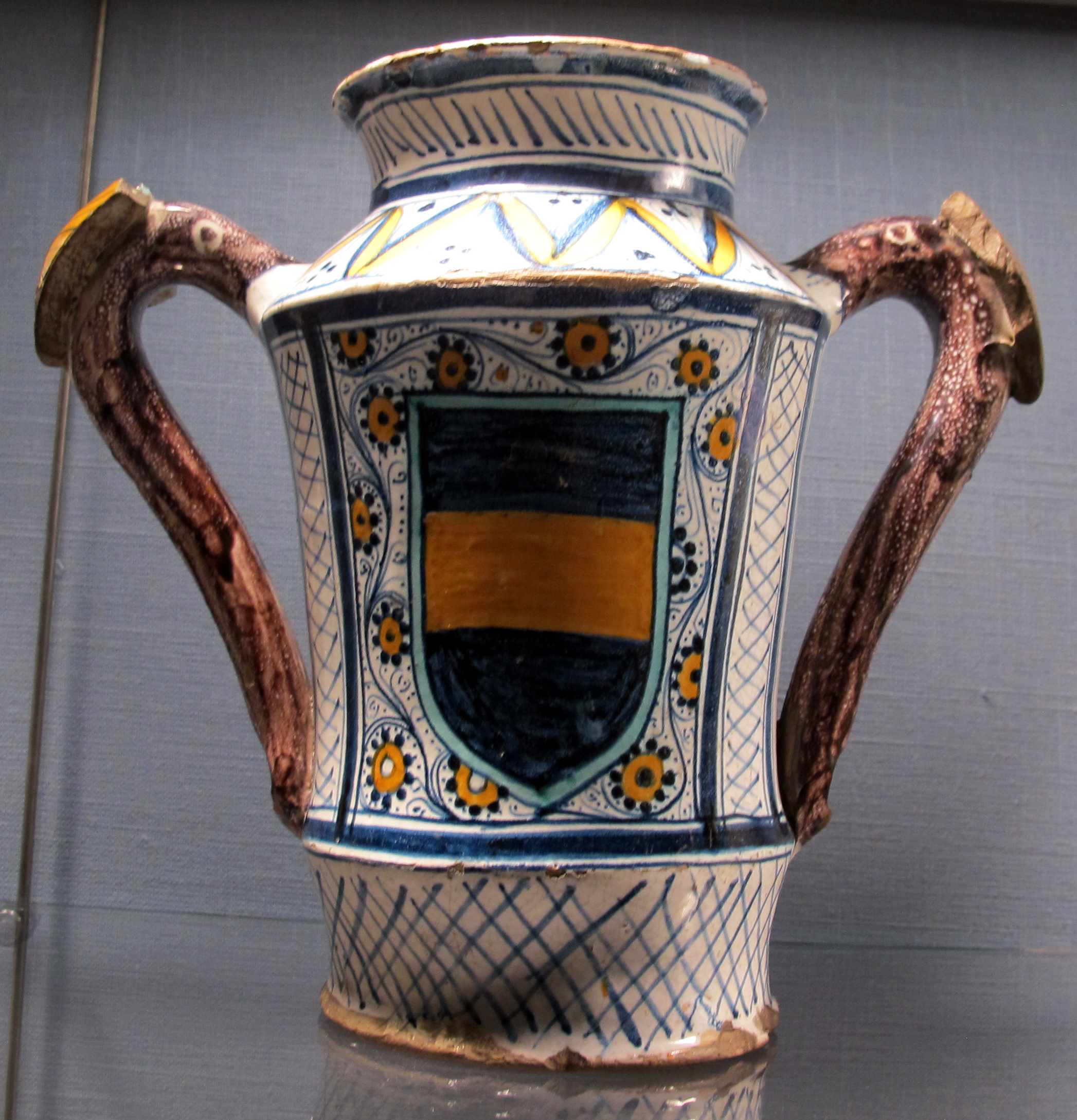
Кераміка Фаенци. Альбарелло з двома ручками, бл. 1490 р. Музей мистецтва Метрополітен, США
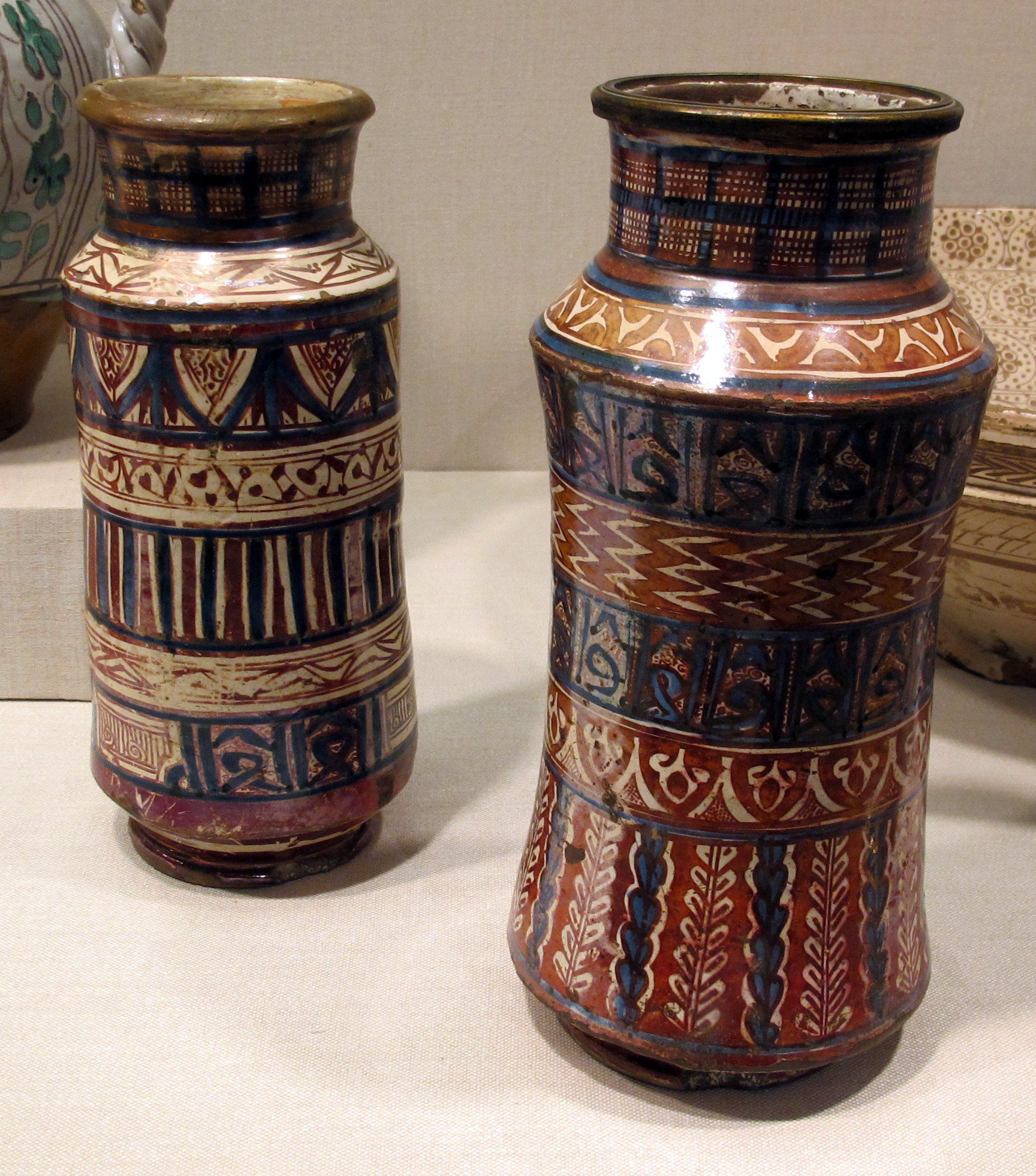
Альбарели середини 15 ст. Музей мистецтва Метрополітен, США
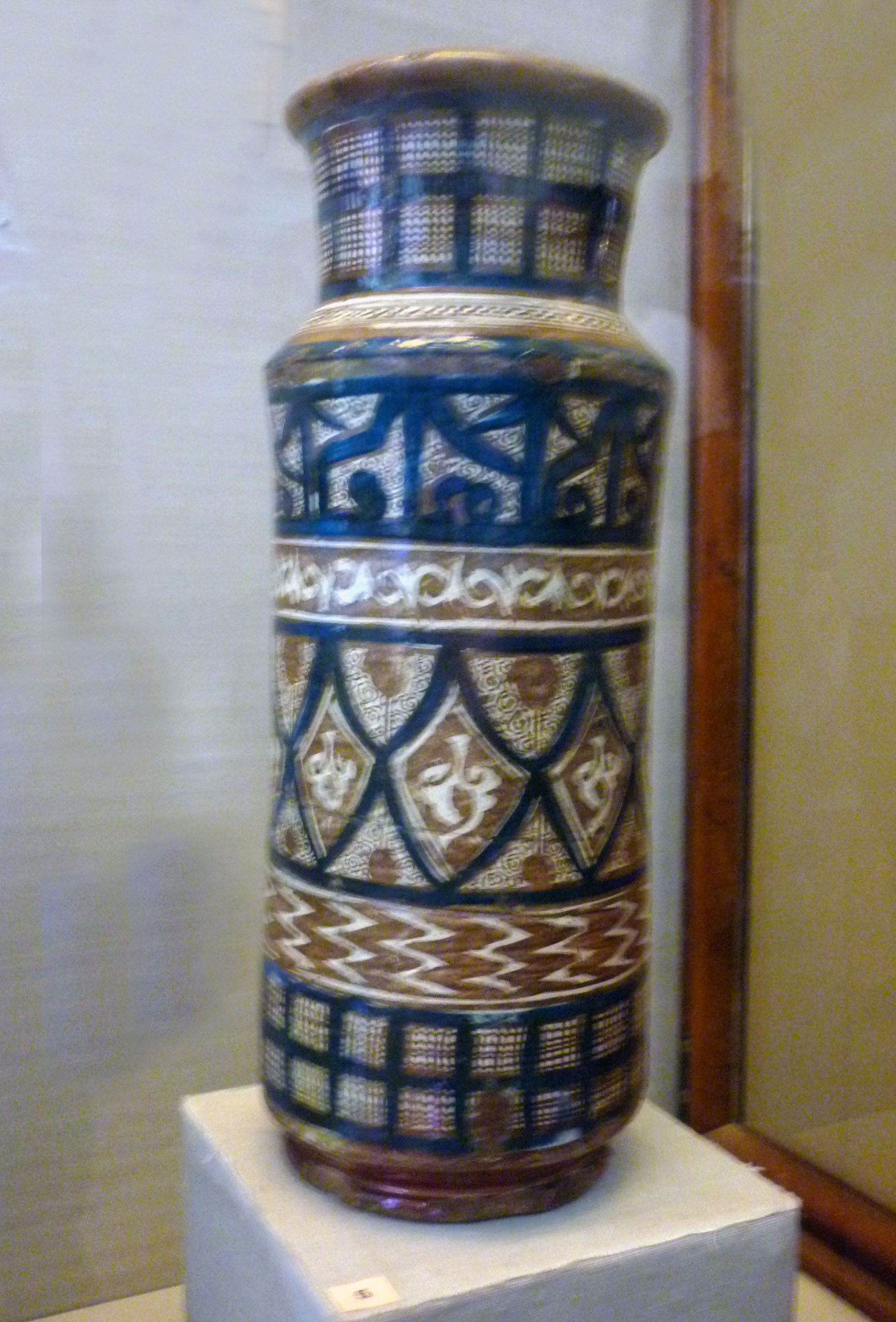
Іспано-мавританська альбарела 15 ст. Держ. Ермітаж.
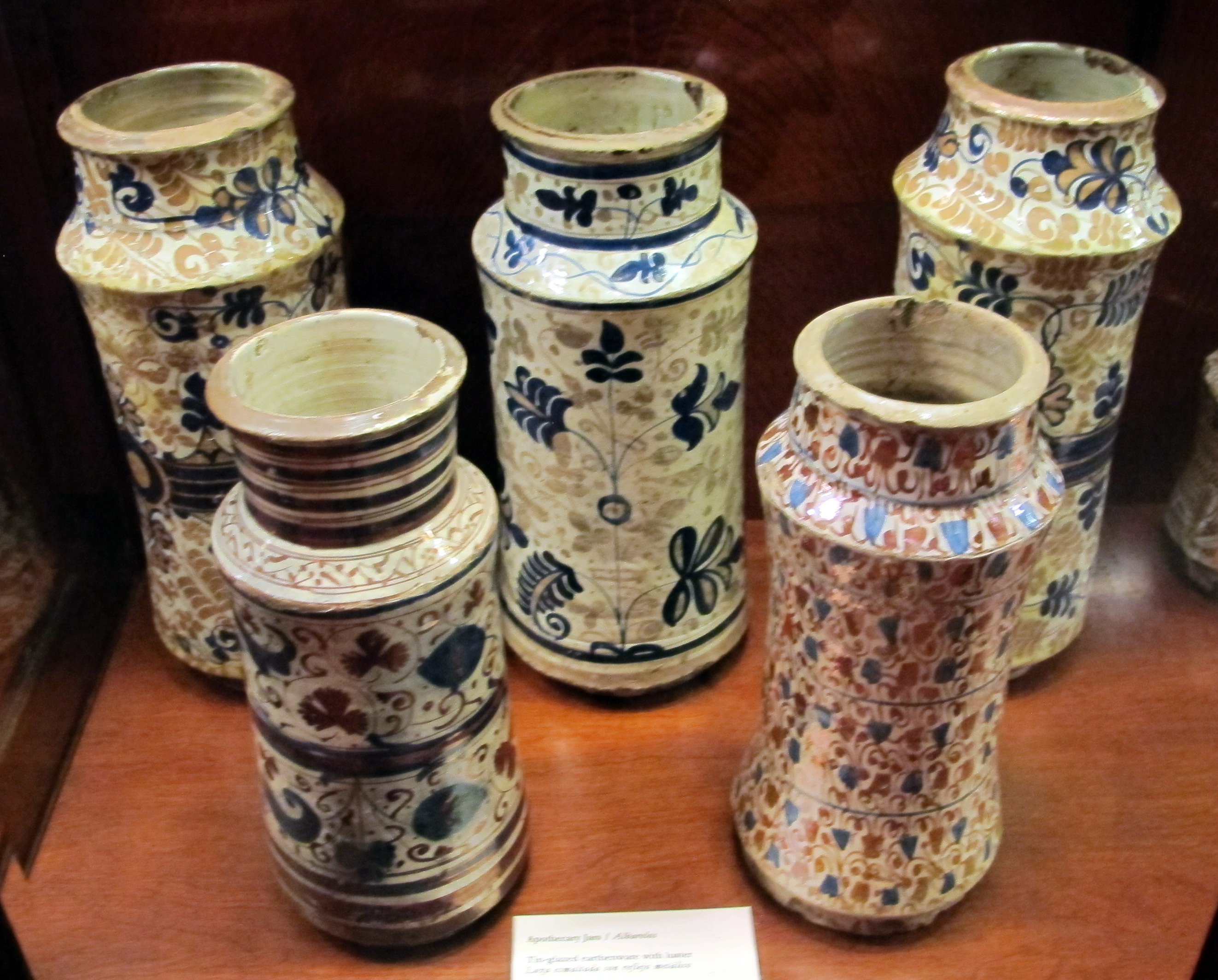
Іспанська майоліка з металевим люстром, до 1450 р. Іспанське товариство Америки, США.
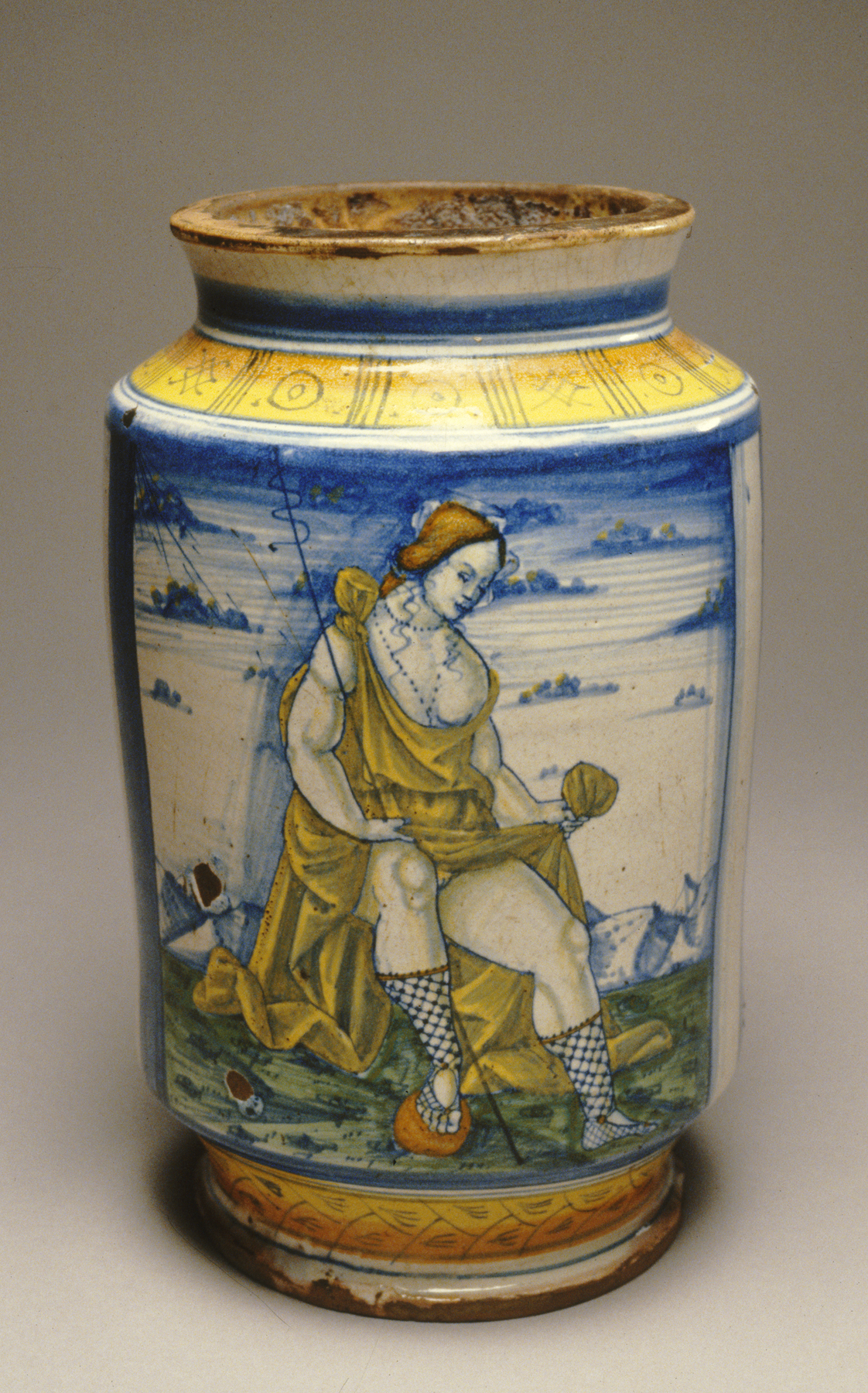
Кераміка Фаенци. Альбарелло з напівоголеною пастушкою, керамічний контейнер для трав і мазей, до 1520 р.,Художній музей Волтерс, США
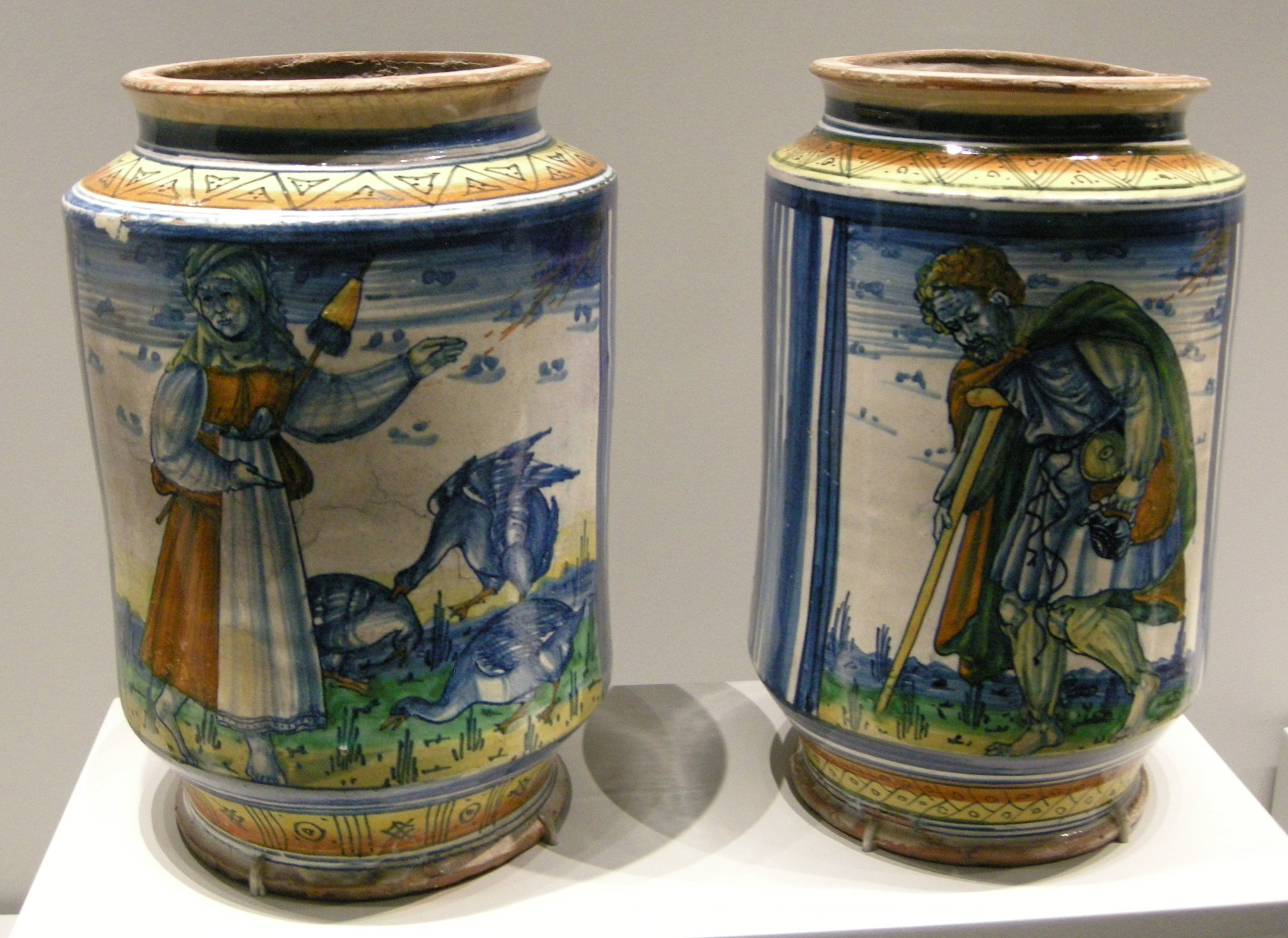
Кераміка Дерути. Альбарелло - аптечний посуд, 1500 р.
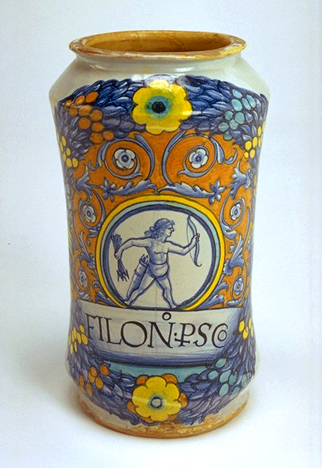
Кераміка Дерути. Аптечний посуд (альбарелло) з Амуром, 1507 р.
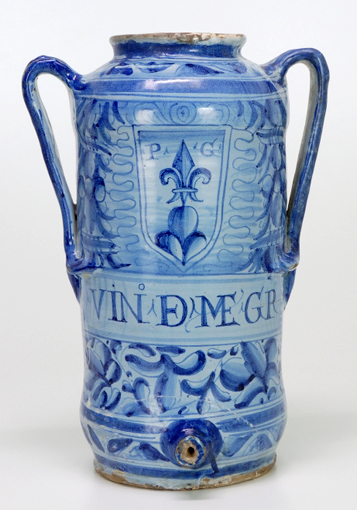
Альбарелло з двома ручками, 1627 рік. Венеція. Міжнародний музей кераміки (Фаенца), Італія
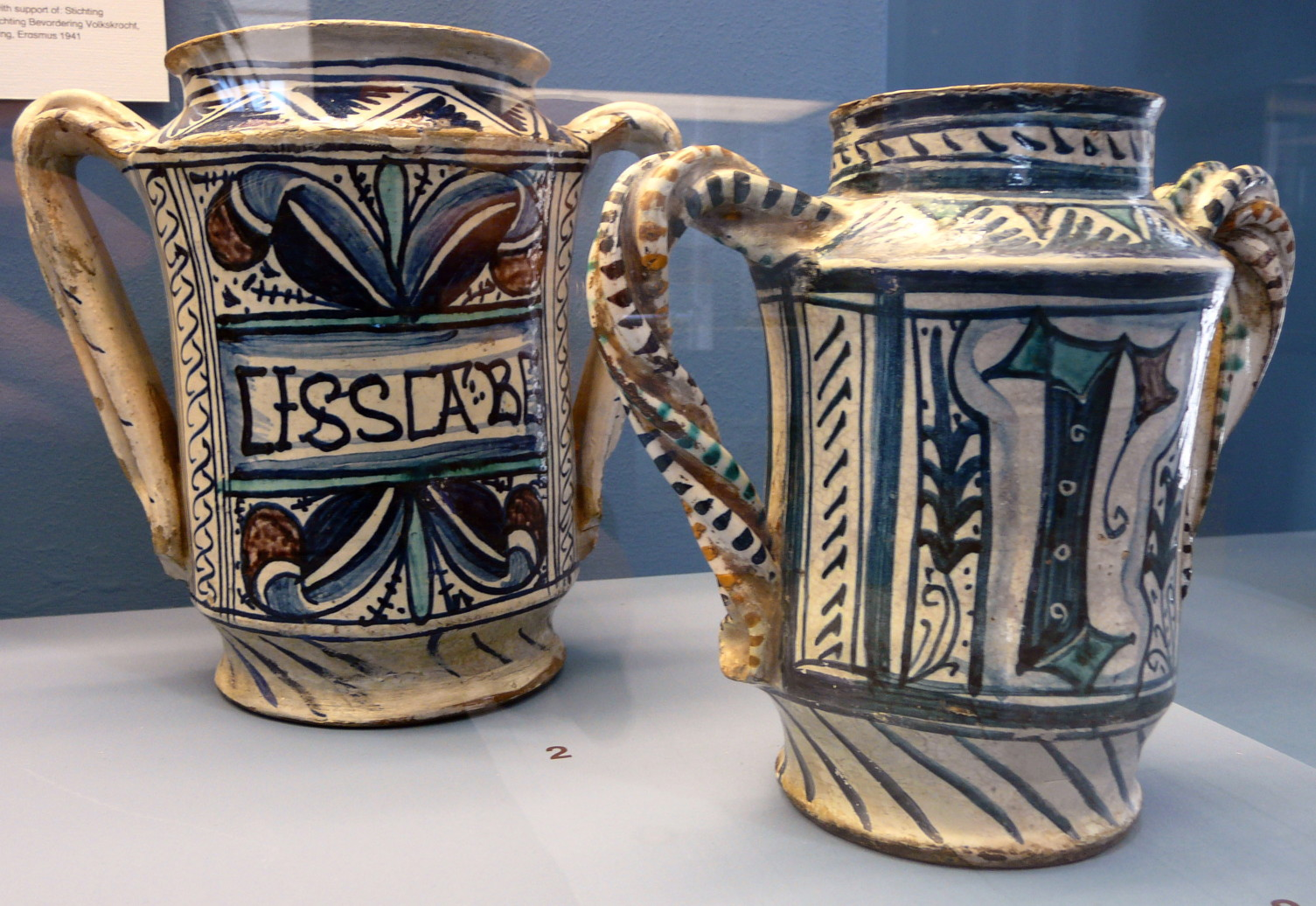
Кераміка Фаенци. Альбарели середини 15 ст. Музей Бойманс ван Бенінгена, Роттердам, Голландія.
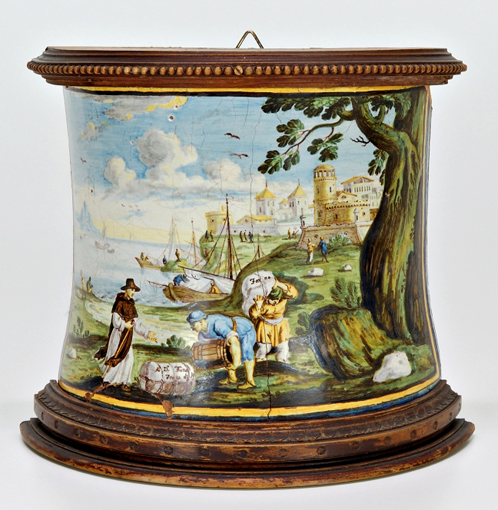
Кераміка Кастеллі, Італія. Альбарелло 18 ст. Міжнародний музей кераміки (Фаенца), Італія
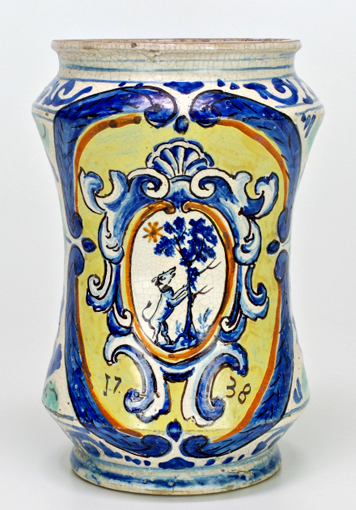
Альбарелло 18 ст. з бароковим декором. Трапані, Міжнародний музей кераміки (Фаенца), Італія

## Іспанські альбарели

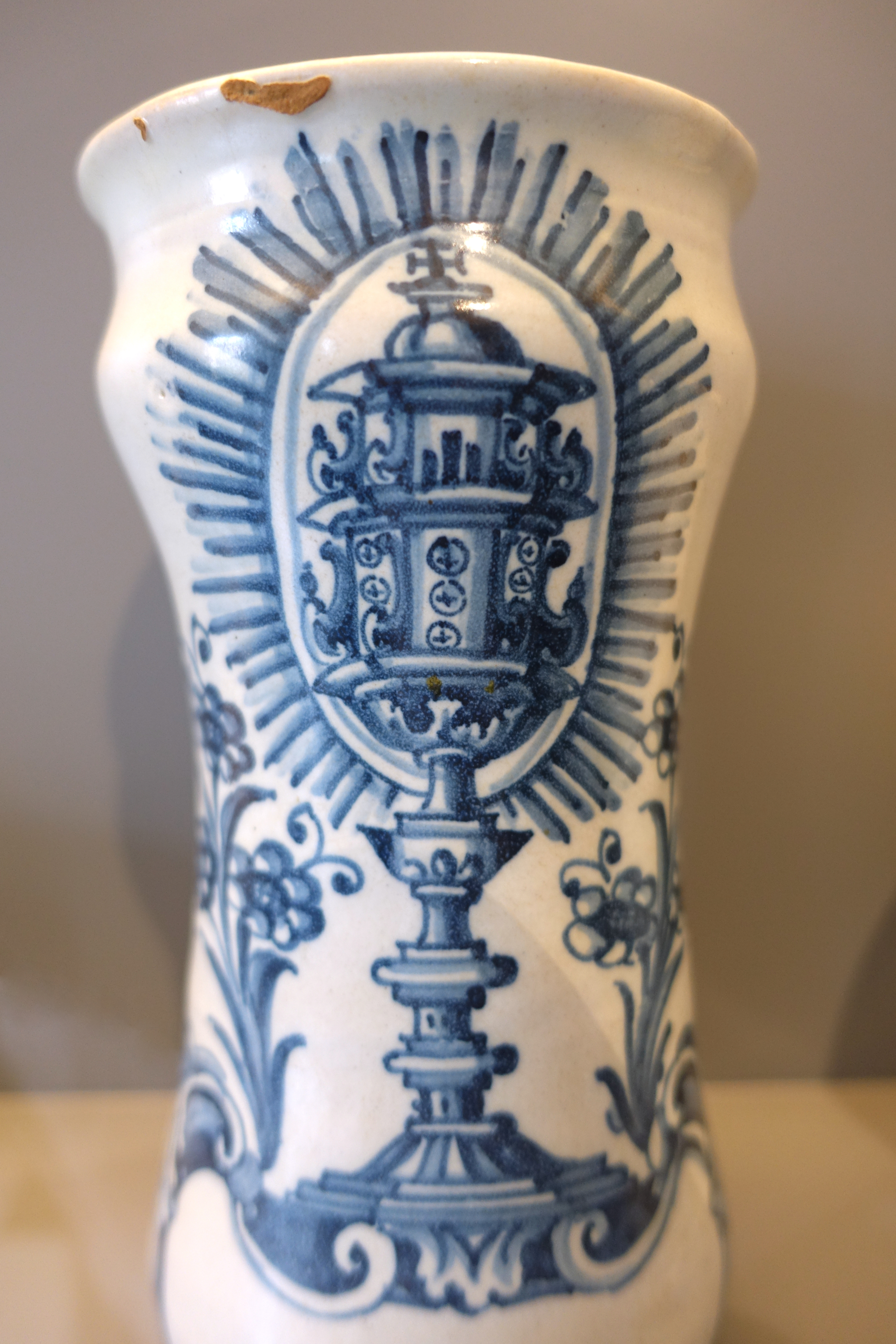
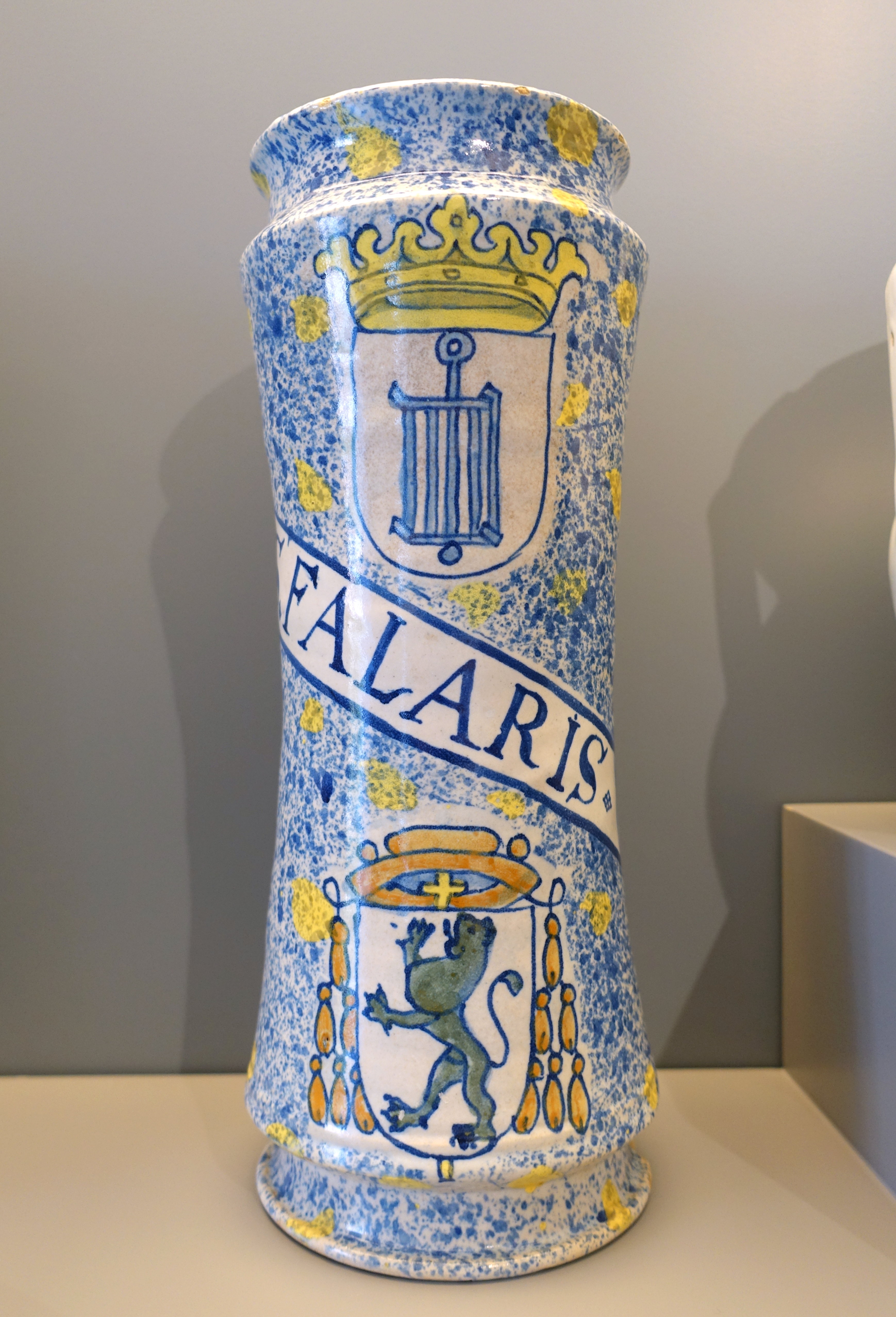
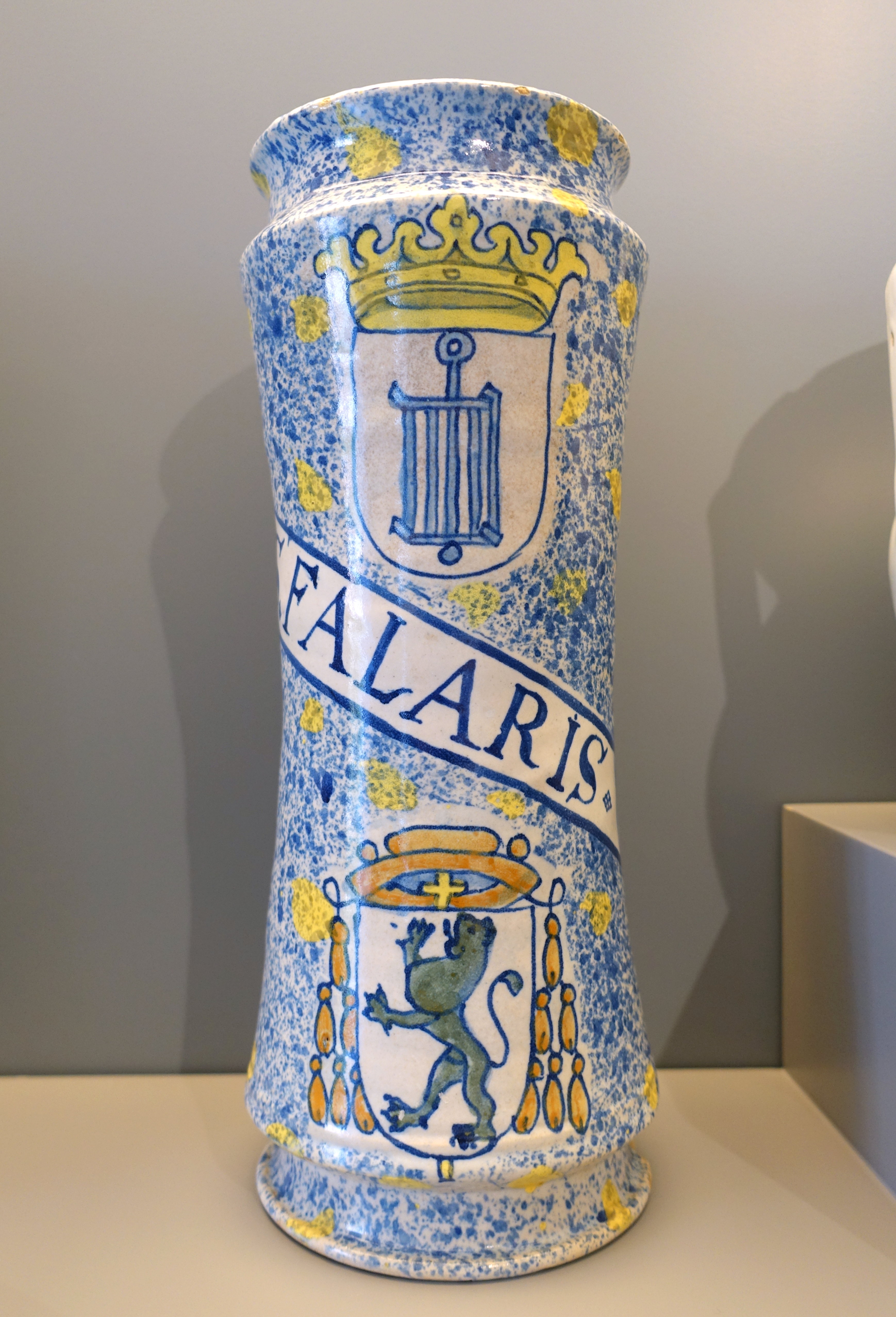
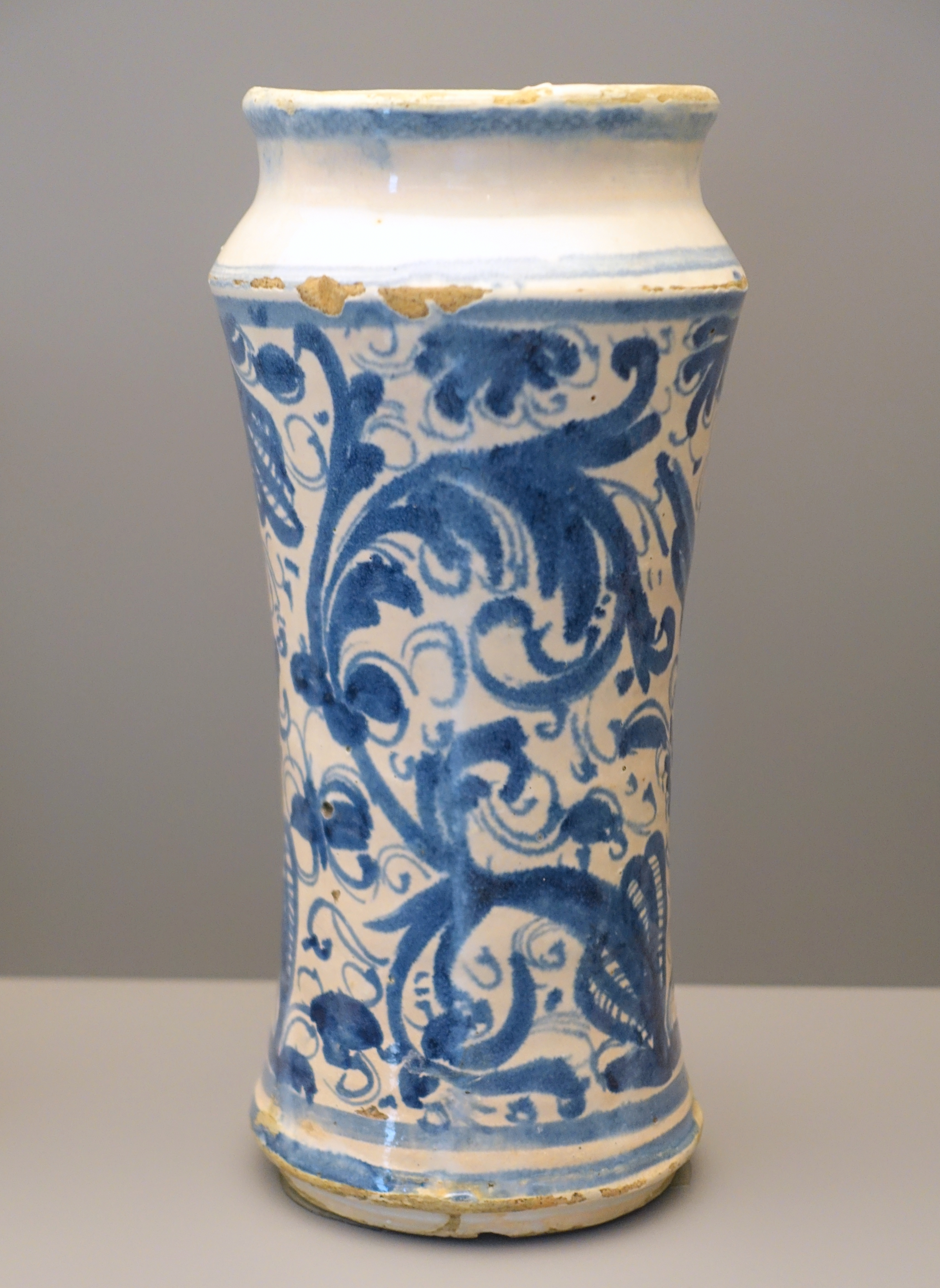